# Мигурский, Винцентий
Винцентий Мигурский (пол. Wincenty Maciej Migurski; 28 февраля 1805, Линув, Свентокшиское воеводство — 9 августа 1863, Вильно) — польский дворянин, участник восстания 1830 года. В 1835 году приговорён к службе солдатом в частях Оренбургского корпуса. После попытки побега переведён на службу в Нерчинск. Судьба Мигурского и его супруги, а также обстоятельства неудачного побега получили известность благодаря произведению Льва Толстого «За что?».

## Биография
Винцентий Мигурский во время восстания 1830—1831 годов служил в 4-м линейном пехотном полку, располагавшемся в Варшаве. После разгрома восстания бежал за границу, жил в Пруссии и Франции. В 1833 году тайно вернулся в Польшу, но в 1835 году был арестован и приговорен к военной службе рядовым в частях Отдельного оренбургского корпуса в Российской империи. В качестве непосредственного места службы был определен 1-й отдельный батальон, расквартированный в Уральске — столице Уральского казачьего войска. В 1837 году к нему из Польши приехала невеста Альбина Вишневская. После некоторых проволочек командование разрешило бракосочетание по католическому обряду. В браке родились двое детей, к несчастью родителей умерших в раннем младенчестве. В Уральске не было католических церкви и кладбища, Винцентий и Альбина не получили разрешения захоронить детей на православном кладбище, забальзамированные тела детей были похоронены за кладбищенской оградой. В 1839 году супруги разработали план побега на родину. В начале зимы Винцентий инсценировал самоубийство путём утопления в Урале. Поиски тела ни к чему не привели, и он был признан погибшим. Вдове, по окончании розысков, в июне 1840 года разрешили вернуться в Польшу, в том числе и для перезахоронения тел детей. Всё это время Винцентий успешно укрывался в доме, в выделенном супруге экипаже его укрыли в ящике под сиденьем. «…жена рядового Мигурского была отправлена в Каменец-Подольский при уряднике Еремине, которому выдано на дорожные расходы в ту сторону на три, в обратную сторону на две лошади 210 руб. 75 коп. серебром». Поначалу план выполнялся успешно, но уже на территории Саратовской губернии урядник и возчик заподозрили, что Вишневская переговаривается с кем-то. «Урядник Еремин, посланный с целью конвоирования жены рядового Мигурского, поймал мужа, скрывающегося в экипаже под ее ногами, не доезжая трех верст до г. Покровска, и передал его местному городничему; оттуда Мигурский был возвращен в Саратов, а затем местным губернатором отправлен в Уральск…»
Во время содержания беглецов в Саратове местная общественность была чрезвычайно взволнована сообщением о телах их умерших детей. Губернатор был вынужден дать распоряжение о вызове в Саратов католического священника и о захоронении тел согласно религиозным предписаниям.
В качестве наказания Мигурскому было определено новое, более отдалённое место службы — линейный батальон в Нерчинске. Супруга последовала за Винцентием к новому месту службы, куда они прибыли осенью 1842 года. В следующем году Альбина Мигурская умерла после родов. Родившегося сына назвали Конрадом, но и он пережил мать лишь на два месяца. Мигурский служил рядовым до 1857 года, когда ему было присвоено первое офицерское звание с правом выйти в отставку. Разрешения вернуться в Польшу не последовало, Мигурский был вынужден продолжать гражданскую службу в Сибири ещё два года. Разрешение было получено спустя два года, и осенью 1859 года Мигурский прибыл в Варшаву. Обстоятельства дальнейшей его жизни неизвестны, за исключением того, что он был похоронен в Вильно в августе 1863 года.

## Судьба Мигурских в произведениях искусства
Драматические обстоятельства семьи Мигурских послужили основой целого ряда художественных и документальных произведений. Среди первых литераторов, обративших внимание на историю польского ссыльного и его супруги, стал офицер по особым поручениям при Оренбургском генерал-губернаторе Владимир Даль. В 1846 году он опубликовал в «Отечественных записках» рассказ «Ссыльный». Эпизод с Мигурскими также содержался в книге 1908 года «Сибирь и Каторга» Сергея Максимова. Именно сюжет из этой книги попал на глаза Льву Толстому. В его рассказе «За что?» супруги выведены под подлинными именами. Толстой не ограничился лишь историей любви двух героев, при работе над рассказом он активно разыскивал и изучал исторические источники, обращался за ними к И. А. Бодуэну де Куртенэ, А. А. Шахматову, настаивая на присылке тех, что «написаны с польской точки зрения». Позднее история Мигурских получила отражение на сцене и в кинематографе, имея в основе уже толстовский рассказ. Среди них опера Н. М. Стрельникова «Беглец» (1932), пьеса Н. Н. Шаповаленко «Альбина Мигурская» (1934), кинофильм польского режиссёра Ежи Кавалеровича «За что?» (1995). Ранее об экранизации рассказа Толстого думал другой польский режиссёр, Анджей Вайда, полагавший, что созданный русским писателем образ Альбины Мигурской — лучшее изображение польской женщины в мировой литературе.